# Faire Atta jezik
Faire Atta jezik (južni atta; ISO 639-3: azt), filipinski jezik podskupine ibanag kojim govori oko 300 ljudi (2000 S. Wurm) u filipinskoj provinciji Cagayan na otoku Luzon.
Po prethodnoj klasifikaciji pripadao je sjevernofilipinskoj skupini kojoj je pripadala i sjevernoluzonska s jezicima ibanag.
Etnička populacija ovog negritskog plemena iznosi oko 600. Neki od njih govore i ibanag ili pamplona atta.

## Vanjske poveznice
- Ethnologue (14th)